# Ulama (juego)
El ulama es un juego de pelota descendiente de la versión prehispánica del juego de pelota mesoamericano. El juego es una de las más antiguas tradiciones deportivas que han existido continuamente, y es notable también por el hecho de que es el juego más antiguo conocido que utiliza una pelota de goma.

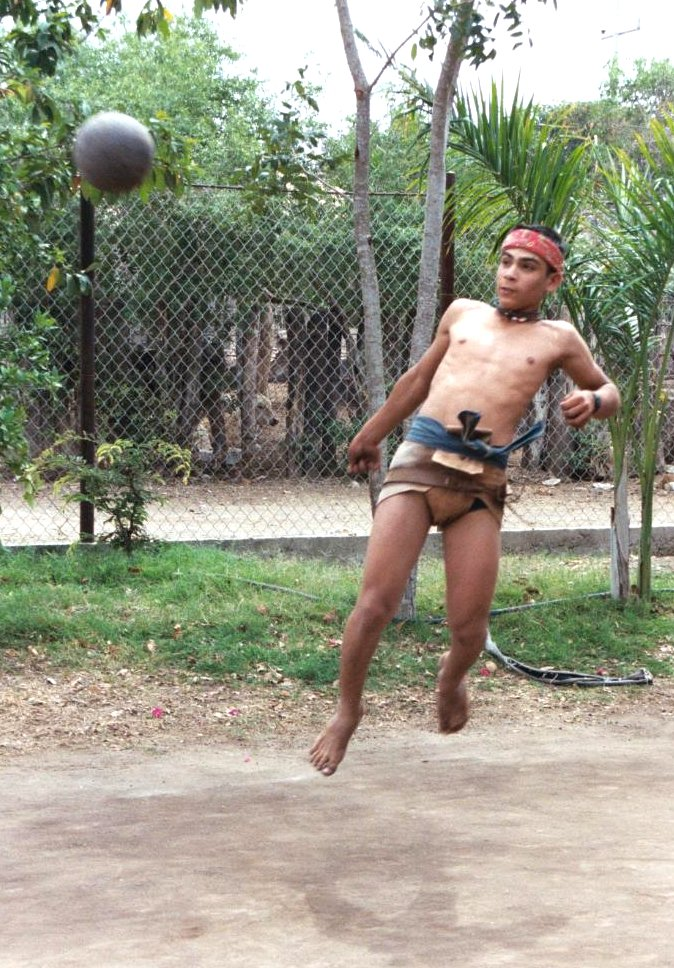
Sinaloa jugador de Ulama.

## Etimología
El término ulama viene de la palabra náhuatl ollamalistli, una combinación de tlama (cazar o perseguir) y olli (hule). En la época prehispánica, ollamalistli era el término que utilizaban los mexicas para referirse al juego de pelota mesoamericano.

## Historia

### Antecedentes
Las raíces del piits, según su denominación en maya (tlachtli en náhuatl y taladzi en zapoteco), el juego de pelota mesoamericano, se remontan, al menos, al segundo milenio antes de Cristo y la evidencia de que se ha encontrado en casi todas las culturas mesoamericanas en una zona que se extiende desde el México moderno a El Salvador, y posiblemente en la actual Arizona y Nuevo México. Los arqueólogos han descubierto pelotas de goma de por lo menos 1600 a. C.

### Actualidad
En la actualidad, pocas son las regiones en donde aún se practica este juego; Zacatecas, Sinaloa, Michoacán, Guerrero, Oaxaca, incluso en la Ciudad de México, son algunos estados en los que aún se practica ese milenario juego. Sin embargo, los juegos de pelota de origen prehispánico que aún se conservan, están íntimamente ligados a la tradición popular y de alguna manera, son un puente que une el pasado de México con el presente

## Reglas
Las reglas del ulama moderno, se asemejan a las del voleiboll excepto en la existencia de una red, con cada equipo limitado a una mitad del campo. En la versión más difundida de ulama, la pelota es aventada  de un lado a otro sólo utilizando los hombros , hasta que un equipo no consigue devolver la pelota o hasta que sale de la cancha. Puede ser de menor tiempo y se descalificará a quien no cumpla las reglas dichas anteriormente